# شهرستان گالانتا
شهرستان گالانتا (به لاتین: Galanta District) یک منطقهٔ مسکونی در اسلواکی است که در منطقه ترناوا واقع شده‌است. شهرستان گالانتا ۶۴۱ کیلومتر مربع مساحت و ۹۴٬۵۳۳ نفر جمعیت دارد.